# Света Параскева (Радруж)
Църква „Св. Параскева“ (на полски: Cerkiew św. Paraskewy) е дървена църква от XVI век в село Радруж, Любачовски окръг, Подкарпатско войводство, Полша. Понастоящем е музей, преди това е принадлежала на Гръкокатолическата църква.
На 21 юни 2013 г., на 37-ото заседание на Комитета за световното наследство на ЮНЕСКО, проведено в Камбоджа, църквата „Света Параскева“, заедно с други дървени църкви на Полша и Украйна в района на Карпатите, е включена в списъка на световното културно и природно наследство на ЮНЕСКО.

## Архитектура
Дървена църква в село Радруж, построена през първата половина на XVII век. Бабинците и особено нефът имат същите форми, пропорции и конструкция, както в църквата „Свети Дух“ в Потелич. Вижда се, че и двете църкви са построени от майстори от едно и също училище и първоначалната форма на покриване на олтара на църквата „Свети Дух“ в Потелич е била може би същата като в църквата „Св. Параскева“ в Радруж, тоест под формата на двускатен покрив и без купол. Таванът на олтара на църквата на Въздвижение в Дрохобич има същата форма.
Църквата принадлежи към ранногалицкия тип. Високият корпус на квадратния неф завършва от пирамидален връх с едно помещение. Църквата е заобиколена от покрита галерия, опираща се на стълбове с подпори.